# Zvonička na Labské

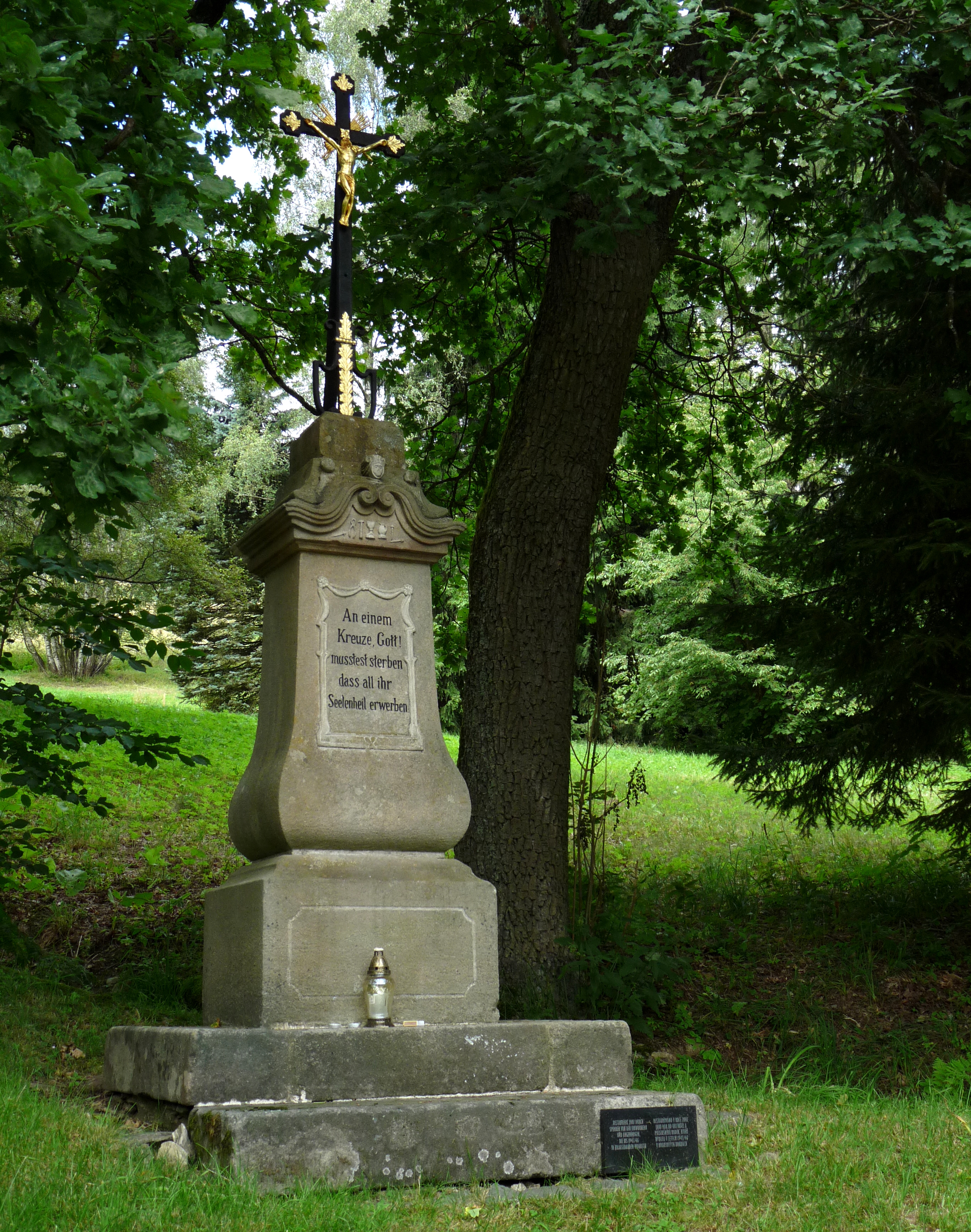
Kříž, který vznikl ve stejném roce jako zvonička a nachází se poblíž

Zvonička na Labské se nachází v části Špindlerova Mlýna jménem Labská, u ulice Jelení v Krkonoších v okrese Trutnov. Vznikla v roce 1828, stejně jako nedaleký kříž. Má dřevěnou konstrukci. V roce 2014 byl obnoven zvon, který je opatřen elektronickým řídícím systémem a vyzvání automaticky.

## Historie
Iniciátorem vzniku zvonice byl Alois Schier, který působil ve službách hraběte Harracha v letech 1824 až 1832 na Krausových Boudách, na svahu Labská. V roce 1828 byla díky němu uspořádána sbírka na zakoupení zvonu. Peníze se našly a zvonička vznikla ještě v témže roce, spolu s křížem který se nachází poblíž. Postavil ji místní tesař Franz Eriebach. Zvon byl odlit v pražském dvorním zvonařství Karlem Bellmannem, vážil 43,5 kg.
V roce 1867 zvoničku převrátila a zničila vichřice, musela být tedy znovu postavena. Samotný zvon poškozen nebyl, vypověděl službu až v roce 1917 a byl roztaven. Až roku 1922 proběhla další veřejná sbírka na nový zvon, který byl dodán ještě tentýž rok. Zvonil vždy v poledne a v šest hodin podvečer. Při zazvonění místní zboží přerušovali svou práci a věnovali se krátké modlitbě. Na oznámení úmrtí však nikdy nezvonil.
V roce 1944 byl zvon zrekvírován pro potřebu zvonového bronzu a vznik válečné techniky druhé světové války. Zvonička byla sice v roce 1993 obcí rekonstruována, avšak stále byla bez zvonu. Opět se rozezněla a byla znovuvysvěcena až po 70 letech, dne 6. září 2014. Dodán byl totiž nový zvon o průměru 33 cm a váze 20 kg, zakoupen díky podpoře bývalým obyvatelům Labské, za podpory Vlasteneckého kroužku Vrchlabí. Tento elektrifikovaný zvon se systémem lineárního pohonu zvoní automaticky.